# Union sportive bressane Pays de l'Ain
Maillots
Actualités
Dernière mise à jour : 21/03/2024.
L’Union sportive bressane Pays de l'Ain (USBPA) est un club de rugby à XV basé à Bourg-en-Bresse (Ain).
L'USB, créée en 1902, a notamment remporté trois fois le championnat de France de deuxième division en 1939, 1958 et 1966. Elle est renommée USBPA en 1997 et sera trois fois championne de France (ou : victorieuse de la « finale d'accession en Pro D2 » pour 2018), du 3e échelon du rugby français (Fédérale 1 puis Nationale), en 2013, 2018 et 2021, faisant ainsi plusieurs passages, infructueux, en Pro D2.
Le président actuel de l'USBPA est Dominique Louis. Les entraîneurs sont Richard Savey (manager sportif), Jonathan Elgoyhen (avants), Aurélien Verne (trois-quarts) et Laurent Grappin (intervenant mêlée).
L'équipe première évolue pour la saison 2024-2025 en Nationale.
Les Violettes bressanes, club historique du rugby féminin français 3 fois champion de France, ont repris les couleurs de l'USBPA mais les deux clubs sont indépendants.

## Histoire

### Les débuts du club
L'Union sportive bressane naît en 1902 à l’initiative d’un jeune homme de 18 ans, Louis Amy. À cette date, le club permettait la pratique du cyclisme, de l'athlétisme ou bien de la gymnastique. On jouait déjà au rugby à Bourg-en-Bresse, notamment au lycée Lalande et à l’école normale d’instituteurs qui se joignent à la nouvelle entité en 1905 où le rugby devient une section du club.

### Entre la première et la deuxième division (1930-1967)
Le club joue essentiellement en deuxième division (Honneur). En 1918, il parvient en demi-finale de la coupe de l'Avenir qui remplace le championnat de France de 2e série pendant la Première Guerre mondiale. Il est alors éliminé 7-0 par l'équipe réserve du Stade toulousain.
Le club réussit ensuite à monter en première division (Excellence) une première fois en 1931 lorsque 12 des clubs parmi les plus prestigieux quittent le giron de la FFR pour créer leur propre organisation, l’Union française de rugby amateur (UFRA), en raison des maux dont souffre le rugby français à cette époque, maux taxés de « championnite ». Bourg ne restera qu’une seule saison en première division.

#### Champion de France de deuxième division 1939
En 1939 le club décroche son premier titre Honneur, en battant le FC Lourdes 5-3 lors d'une finale disputée à Toulouse. La Guerre interrompt malheureusement cette prometteuse ascension.
À la reprise en 1943, Bourg est classé en première division qui passe de 42 à 95 clubs. Après une victoire sur le Stadoceste tarbais 16-9 en huitième de finale, Bourg est éliminé par Montferrand 6-0 en quart de finale du championnat de France.
L'année suivante, Bourg en Bresse atteint la seconde phase réservé aux 24 meilleurs clubs mais échoue ensuite à atteindre les demi-finales du championnat, cinquième seulement de sa poule de six.
Les années suivantes sont plus difficiles et le club demeure difficilement en première division, dernier de sa poule en 1949, il est reversé dans une poule de barrage en 1950 pour rester en première division. Devançant Roanne et Givors, il reste en première division mais ne parvient toujours pas à rivaliser avec les meilleurs malgré un huitième de finale en 1954. Le club compte alors 2 internationaux en activité, Pierre Bertrand et Michel Pomathios.

#### Invité en challenge Yves du Manoir
Le club est invité deux années consécutives en challenge Yves du Manoir en 1954 et en 1955 mais échoue à se qualifier.
Il termine dernier de sa poule en 1954 et 5e sur 7 en 1955.
Bourg en Bresse descend en deuxième division en 1956 et n'est plus invité à disputer ce Challenge réservé aux clubs de première division.

#### Champion de France de deuxième division 1958
Deux ans plus tard il décrochait son deuxième titre de champion de France de deuxième division, en battant Boucau stade 16-5, et accédait à la première division (division Nationale), pour trois saisons seulement.

#### Champion de France de deuxième division 1966
Malgré un échec de justesse contre Condom en 1964 qui bat Bourg-en-Bresse 8-3 après prolongation en demi-finale, la remontée est acquise pour la saison suivante, avant une nouvelle descente la saison suivante, suivie d’une remontée immédiate avec un troisième titre à la clé (victoire contre Montluçon 12-3) en 1966.

### Bourg-en-Bresse dans l’élite du rugby français (1967-1984)

#### Arrivée de Michel Greffe en 1970
Le troisième ligne international Michel Greffe, vainqueur du Grand Chelem avec l’équipe de France en 1968 arrive de Grenoble en 1970.
Il aidera grandement le club à se maintenir en première division.
Le club se comporte ainsi honorablement, se qualifiant souvent pour les 16es de finale mais n’arrive à passer ce cap qu’à deux reprises en 1972 et en 1983.
En 1971, Bourg en Bresse sixième de sa poule de 8 échoue à se qualifier.

#### Huitième de finale du championnat 1972
Troisième de son groupe derrière Toulon et le Stade rochelais, Bourg-en-Bresse bat le La Voulte Sportif du demi de mêlée international Jacques Fouroux 15-11 en seizième de finale et dispute en 1972 le deuxième huitième de finale de son histoire.
L’équipe réserve effectue elle aussi un bon parcours puisqu’elle n’est battue qu’en huitième de finale par Grenoble, futur finaliste.
Le club est ensuite battu en seizième de finale les deux années suivantes.
En 1974, Bourg-en-Bresse fait partie de l'élite réduite de 64 à 32 clubs.
Il termine quatrième de sa poule avant d'être battu en seizième de finale par Béziers 9-3.

#### Arrivée de Gérard Viard
Le trois-quarts centre de RC Narbonne Gérard Viard arrive au club en 1975 et Bourg-en-Bresse essaye de tendre vers un jeu plus complet.
Toutefois, c’est souvent l’arrière Girard, buteur providentiel, qui assure pendant des années les victoires nécessaires au maintien en groupe A.
Le club dispute encore les seizièmes de finale du championnat en 1975, 1976, 1977 et 1978 puis assure son maintien dans l'élite réduite à 40 clubs.

#### Invité en challenge Yves du Manoir
Bourg-en-Bresse est invité à disputer le prestigieux challenge Yves du Manoir en 1979 et en 1980 mais échoue à se qualifier pour les huitièmes de finale.
Cette invitation n’est pas reconduit l’année suivante alors que le club avait terminé 18e sur 32 la saison précédente.
En championnat, le club dispute encore les seizièmes de finale en 1979 et 1980.

#### Huitième de finale du championnat 1983
Grâce à sa 6e place dans son groupe, l'US bressane se qualifie de justesse pour les barrages. Bourg-en-Bresse dispose d’Aurillac et se qualifie en 1983 pour le troisième huitième de finale (disputé en matchs aller-retour) de son histoire qu’il perd contre Nice, futur vice-champion de France.
Amoindri par les départs notamment de Dominique Mazille et du pilier néo-zélandais John Drake, le club redescend en championnat de France du groupe B en 1984, devancé au goal-average par les Tarnais du Castres olympique.

### Dernières années en première division (1985-1993)
Redescendu en groupe B, le club échoue contre Lavelanet dans le match de remontée en 1985 mais le club se console avec son premier challenge du club complet en 1986, année où il perd encore en huitièmes de finale aller-retour contre Voiron la saison suivante malgré l’arrivée du deuxième ligne international anglais Nigel Horton.
Il remontera dans l’élite pour une saison en 1991 via une poule de brassage où il devance le Paris UC grâce à une victoire sur le CA Brive avant de redescendre en groupe B en 1992 puis en deuxième division en 1993.

### 1997 à 2008: descente en deuxième puis en troisième division puis remontée vers l'élite amateur
Bourg-en-Bresse descend en troisième division (le cinquième niveau hiérarchique du rugby français) en 1997. Sous l'impulsion du futur deuxième ligne international Lionel Nallet, Il remonte ensuite en deuxième division en 1998 puis en Fédérale 1 l'année suivante malgré le départ de son joueur vedette pour Bourgoin.
Dès sa première année, le club, où se révèle déjà le futur bayonnais Clément Fromont, termine en tête de sa poule et est promu une troisième fois consécutive en promotion Nationale, une division intermédiaire entre la Pro D2 et la Nationale 1 mise en place pour cette unique saison. Il termine en 2001 2e de cette troisième division derrière Tours et manque d'un rien la montée en Pro D2. Le club reste ensuite en élite amateur et échoue souvent encore de peu dans la course à la montée jusqu'à la saison 2007-2008.

### Première découverte de la Pro D2 en 2008
Le 1er juin 2008, l'USBPA bat Aix en Provence (14-3) en demi-finale retour (demi-finale aller : 17-22) du Championnat de Fédérale 1 (Trophée Jean Prat), et gagne ainsi le droit de monter en Pro D2 pour la première fois de son histoire. Les Bressans perdent largement la finale contre l'US Colomiers (3-36). L'équipe entraînée par Jean Anturville ne passe qu'un an en Pro D2. Elle termine avant-dernière avec huit victoires en trente matchs.

### Retours en Pro D2 en 2013 et 2018

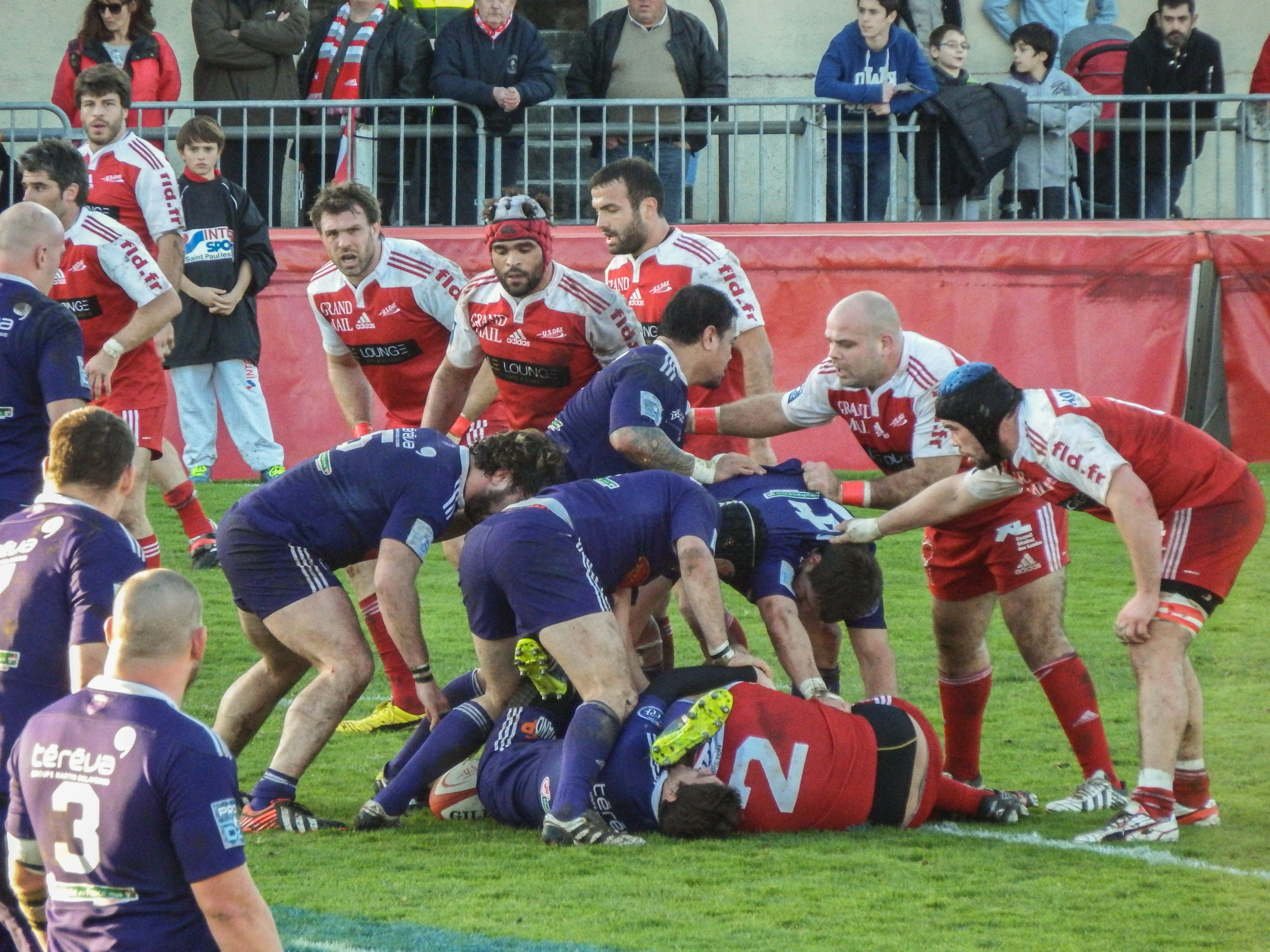
L'US bressane évolue en Pro D2 en 2013-2014, ici à l'extérieur, contre l'US Dax.

À la fin de la saison 2012-2013, l'US bressane Pays de l'Ain reprend l'ascenseur pour la Pro D2 au détriment de Lille et bat ensuite Bourgoin (15-13) pour conquérir un nouveau titre de champion de France amateur.
Le club retrouve le Pro D2 pour la saison 2013-2014 entraînée par Yoann Boulanger et Franck Maréchal. Mais il termine dernier du championnat avec sept victoires en trente matchs. Le club prend une nouvelle fois le chemin de la descente 1 an plus tard. Un joueur bressan, le talonneur australien John Ulugia est recruté par l'ASM Clermont en Top 14.
Il fait partie des 11 clubs présentant les critères pour rejoindre l'éphémère poule Élite de Fédérale 1, dédiée à l'accession en Pro D2, en 2016-2017 et 2017-2018.
En 2018-2019, l'USBPA monte à nouveau en Pro D2, entraînée par Yoann Boulanger et Thomas Chauveau. Elle n'y reste qu'une saison et termine à l'avant-dernière place, malgré un bilan de treize victoires et de 60 points, un total record pour un club relégué dans l'histoire de la Pro D2. Lors de la dernière journée, Bourg-en-Bresse assure la victoire avec bonus contre Béziers 27-6 ; mais Aurillac, concurrent direct pour le maintien, marque un point de bonus défensif à Nevers et scelle ainsi le destin des Violets. Avec 5 800 spectateurs de moyenne, l'USBPA termine avec la sixième affluence de ce championnat.
Pendant la saison 2019-2020, la Fédérale 1 est interrompue fin mars 2020 à cause de la pandémie de Covid-19 en France,. L'USBPA leader de sa poule et troisième au niveau national ne peut pas jouer les phases finales.

### Champion de France de Nationale en 2021
Lors de la saison 2020-2021, l'USBPA intègre le nouveau championnat de France de Nationale. Le club termine second de Nationale derrière le Stade niçois et se qualifie en demi-finale à domicile au stade Marcel-Verchère, contre le SC Albi. L'US bressane élimine les Albigeois (36-16) et accède à la finale à Bourgoin-Jallieu. Bourg-en-Bresse est alors promu en Pro D2. Le 5 juin, l'US bressane bat les Audois du RC Narbonne sur le score de 26-16, ce qui permet aux Bressans de devenir les premiers champions de France de Nationale.
Bourg en Bresse revient en Pro D2 en 2021, toujours entraînée par Yoann Boulanger, assisté de Alexis Lalarme et Mariano Taverna.
Bourg en Bresse signe une belle victoire de prestige sur le terrain du SU Agen ancien pensionnaire du Top 14. À la mi-saison, Yoann Boulanger est limogé après 33 ans passés au club, dont 13 comme entraîneur, et remplacé par l'ancien international Fabrice Estebanez. Bien qu'en progrès, le club termine à la quinzième place du championnat à l'issue de la saison régulière échouant ainsi de peu à se maintenir.
Lors de la saison 2022-2023, Bourg-en-Bresse termine sixième de Nationale et perd en barrage au Stadium municipal d'Albi contre le SC Albi 19-6.
En octobre 2023, le manager Fabrice Estebanez est limogé du club et remplacé par Richard Savey le directeur du centre de formation.

## Palmarès
Le tableau suivant récapitule les performances du club :
- titres de champion et finales ainsi que les meilleures performances dans les compétitions.

| Compétitions nationales | Compétitions nationales jeunes                                                                                   |
| - Championnat de France de 1re division : - Meilleure performance : huitièmes-de-finaliste en 1954, 1972 et 1983 - Championnat de France de 2e division : - Champion (3) : 1939, 1958, 1966 - Championnat de France de Nationale : - Champion (1) : 2021 - Championnat de France de Fédérale 1 : - Champion (1) : 2013 - Finaliste (1) : 2018 - Championnat de Fédérale 2 : - Champion (1) : 1999 - Challenge du club complet : - Vainqueur (1) : 1986 | - Championnat de France Reichel B : - Champion (1) : 2001 - Championnat de France Cadets : - Champion (1) : 1985 |

## Les finales de l'US bresanne
| Date de la finale | Vainqueur   | Score  | Finaliste           |
| ----------------- | ----------- | ------ | ------------------- |
| 1966              | US bressane | 12 – 3 | Stade montluçonnais |
| 1958              | US bressane | 16 – 5 | Boucau Stade        |
| 1939              | US bressane | 5 – 3  | FC Lourdes          |

| Date de la finale | Vainqueur   | Score           | Finaliste |
| ----------------- | ----------- | --------------- | --------- |
| 2018              | US bressane | 27 – 24 23 – 18 | Rouen NR  |

| Date de la finale | Vainqueur   | Score  | Finaliste   |
| ----------------- | ----------- | ------ | ----------- |
| 2021              | US bressane | 26 –16 | RC Narbonne |

| Date de la finale | Vainqueur   | Score   | Finaliste           |
| ----------------- | ----------- | ------- | ------------------- |
| 2013              | US bressane | 15 – 13 | CS Bourgoin-Jallieu |

## Personnalités du club

### Effectif actuel (2023-2024)
| Nom                        | Poste                  | Naissance         | Nationalité sportive | Sélections | Dernier club                         | Arrivée au club |
| -------------------------- | ---------------------- | ----------------- | -------------------- | ---------- | ------------------------------------ | --------------- |
| Téo Bordenave              | Pilier                 | 10 août 2001      | France               | -          | Section paloise                      | 2023            |
| Quentin Drancourt          | Pilier                 | 17 février 1999   | France               | -          | US Carcassonne                       | 2016            |
| Erich de Jager             | Pilier                 | 29 février 1996   | Afrique du Sud       | -          | Free Jacks de la Nouvelle-Angleterre | 2022            |
| Ma'afu Fia                 | Pilier                 | 22 novembre 1989  | Tonga                |            | USA Perpignan                        | 2023            |
| Nicolas Lemaire            | Pilier                 | 26 août 1995      | France               | -          | Stade niçois                         | 2023            |
| Vazha Kapanadze            | Pilier                 | 15 janvier 1995   | Géorgie              | -          | FC Grenoble                          | 2019            |
| Atonio Ulutuipalelei       | Pilier                 | 14 mai 1997       | France               | -          | Rennes EC                            | 2023            |
| Arnaud Feltrin             | Talonneur              | 15 avril 1996     | France               | -          | US Montauban                         | 2023            |
| Louis Dasalmartini         | Talonneur              | 23 août 2001      | France               | -          | Formé au club                        | 2022            |
| Clément Jullien            | Talonneur              | 16 mai 1992       | France               | -          | US Carcassonne                       | 2017            |
| Koen Bloemen               | Deuxième ligne         | 13 mai 1998       | Pays-Bas             |            | Montpellier HR                       | 2020            |
| Maselino Paulino           | Deuxième ligne         | 21 juin 1988      | Samoa                |            | US Montauban                         | 2023            |
| Joshua Peters              | Deuxième ligne         | 10 décembre 1995  | Espagne              |            | Newcastle Falcons                    | 2023            |
| Bence Roth                 | Deuxième ligne         | 2 août 1996       | Hongrie              |            | Lyon OU                              | 2018            |
| Loïc Baradel               | Troisième ligne centre | 25 octobre 1996   | France               | -          | FC Grenoble                          | 2019            |
| Thomas Déliance            | Troisième ligne        | 14 janvier 2002   | France               | -          | Formé au club                        | 2022            |
| Lucas Lyons                | Troisième ligne centre | 19 mars 1993      | France               | -          | Limoges rugby                        | 2018            |
| Wael May                   | Troisième ligne        | 20 avril 2000     | France               | -          | SO Chambéry                          | 2022            |
| Joseph Penitito            | Troisième ligne centre | 17 juin 1994      | Samoa                | -          | AS Mâcon                             | 2023            |
| Pierre Reynaud             | Troisième ligne        | 24 février 1996   | France               | -          | US Carcassonne                       | 2023            |
| Nicolas Tachat             | Troisième ligne        | 6 août 1993       | France               | -          | Stade niçois                         | 2023 (février)  |
| Nicolas Faure              | Demi de mêlée          | 19 novembre 1994  | France               | -          | Valence Romans DR                    | 2021            |
| Robin Graulle              | Demi de mêlée          | 7 mars 2001       | France               | -          | Colomiers rugby                      | 2022            |
| Jérémy Valençot            | Demi de mêlée          | 28 février 1997   | France               | -          | FC Grenoble                          | 2022            |
| Christian Lacombe          | Demi d’ouverture       | 4 décembre 1999   | France               | -          | SU Agen                              | 2022            |
| Fred Zeilinga              | Demi d’ouverture       | 11 décembre 1992  | Afrique du Sud       | -          | Natal Sharks                         | 2023            |
| Alexandre Badet            | Centre                 | 9 février 1998    | France               | -          | Formé au club                        | 2016            |
| Benjamin Doy               | Centre                 | 13 septembre 1993 | Suisse               |            | Formé au club                        | 2015            |
| Maile Mamao                | Centre                 | 7 janvier 1996    | Tonga                | -          | Stado Tarbes PR                      | 2022            |
| Parataiso Silafai Lea'Ana  | Centre                 | 11 juillet 1991   | Nouvelle-Zélande     | -          | SC Albi                              | 2022            |
| Malcom Bertschy            | Ailier                 | 27 janvier 2001   | France               | -          | Stade rochelais                      | 2023            |
| Élie de Fleurian           | Ailier                 | 1er octobre 1998  | France               | -          | CS Bourgoin-Jallieu                  | 2021            |
| Audric Sanlaville-Guillard | Ailier                 | 17 octobre 1998   | France               | -          | Rouen NR                             | 2022            |
| Kavekini Tabu              | Ailier                 | 21 juin 1994      | Fidji                | -          | Stade rochelais                      | 2022            |
| Florent Massip             | Arrière                | 29 mars 1994      | France               | -          | Provence Rugby                       | 2017            |
| Thibaut Perrette           | Arrière                | 1er mars 2001     | France               | -          | Aviron bayonnais (espoirs)           | 2021            |

### Joueurs internationaux français

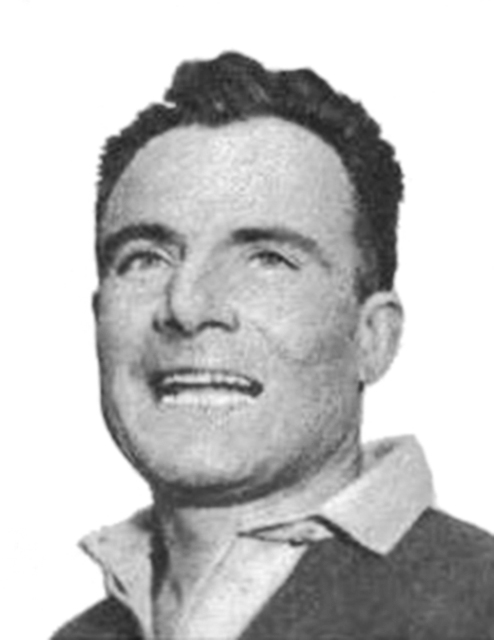
Maurice Marius Terreau 17 sélections en équipe nationale.

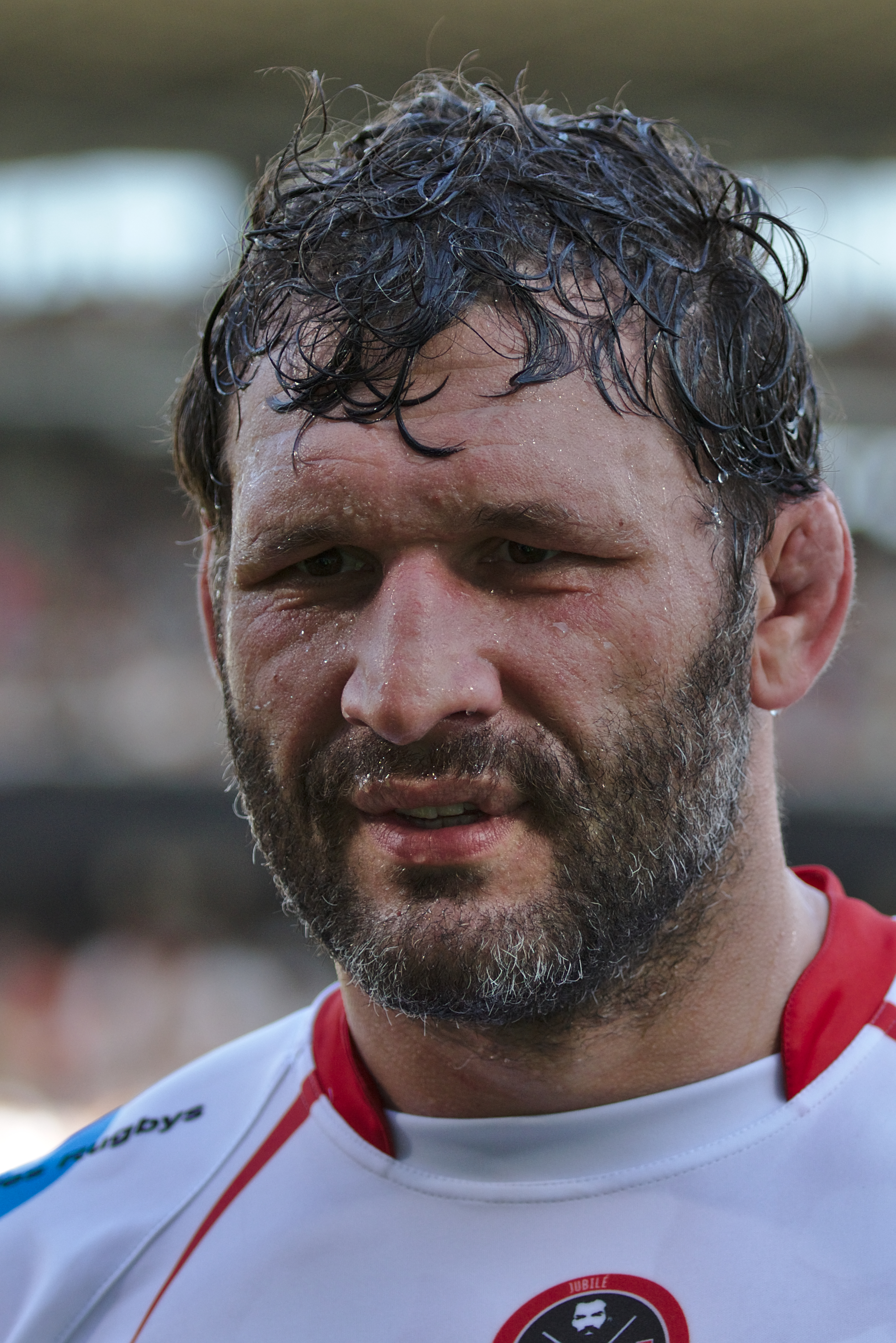
Lionel Nallet l'un des symboles de la formation bressane.

- Pierre Bertrand : pilier gauche, 8 sélections entre 1951 et 1953.
- Michel Greffe : 5 sélections en 1968 au FC Grenoble et premier grand chelem.
- Davy Larguet : international à 7 (2001-2005), ancien du Stade toulousain qui joue ensuite à l'US bressane (2002-2006) puis à Cahors (2007).
- Laurent Leflamand : ailier de l'équipe de France à la fin des années 1990 et grand chelem en 1997.
- Yves Menthillier : talonneur et international français en 1964 et 1965.
- Lionel Nallet : international qui portera les couleurs du CS Bourgoin et du Castres olympique (74 sélections en équipe de France entre 2000 et 2012, capitaine de 2008 à 2009).
- Michel Pomathios : ailier, 24 sélections entre 1948 et 1954 : 5 sous le maillot du SU Agen, 15 sous celles du LOU, puis 4 sous les couleurs de l’US bressane. À noter que les deux Bressans Pierre Bertrand et Michel Pomathios furent alignés ensemble dans le Tournoi 1953 à trois reprises (Écosse, Irlande, Galles).
- Maurice Terreau : demi d’ouverture, 17 sélections entre 1945 et 1951.
- Claude Prompt : arrière ou ailier, international juniors, espoir et militaire de 1982 à 1984. Formé à l'alors Union sportive bressane, puis joueur du FC Grenoble en 1985, du Racing Club de France, de l'Union Sportive Romans-Péage en 1986 et 1987, du Stade Dijonnais en 1994 et 1995 et de l'Athletic Club Boulogne-Billancourt (ACBB) en 1996.
- Dominique Mazille : international scolaire, demi de mêlée au FC Grenoble et au CS Bourgoin-Jallieu.
- Pascal Perrin : international scolaire et militaire , demi de mêlée, ouverture ou centre.
- Samir Noui : international junior et militaire, arrière ou ailier.

‌

### Joueurs internationaux étrangers
- John Drake  Nouvelle-Zélande champion du monde 1987
- Karim Bougherara  Algérie
- Kenan Mutapcic  Bosnie-Herzégovine
- Faycal Boukanoucha  Maroc
- Jone Tawake  Australie
- Merab Sharikadze  Géorgie
- Tamaz Mchedlidze  Géorgie
- Alin Coste  Roumanie
- Joe Hutchinson  Espagne
- Grégory Maiquez  Espagne
- Fabien Perrin  Espagne
- Jaime Nava  Espagne
- Jarrod Saffy  Australie
- John Ulugia  Australie
- Ben Seymour  Australie
- Patrick Lubungu  République démocratique du Congo
- Andrzej Charlat  Pologne
- Grégory Maiquez  Espagne
- Benjamin Doy  Suisse
- Bence Roth  Hongrie
- Marius Antonescu  Roumanie
- Koen Bloemen  Pays-Bas
- Peter Nelson  Canada
- Sione Anga'aelangi  Tonga
- Matt Beukeboom  Canada
- Sebastián Poet  Argentine
- Malietoa Hingano  Tonga
- TJ Ioane  Samoa
- Elia Elia  Samoa
- Latu Latunipulu  Tonga
- Joshua Furno  Italie
- Jean-Baptiste de Clercq  Belgique
- Maselino Paulino  Samoa
- Joshua Peters  Espagne
- Ma'afu Fia  Tonga

### Entraîneurs
- 1917 : Noblet[17],[Note 4]
- 1969-1977 : Michel Greffe
- 1979-1980 : Gérad Buathier
- 1982-1983 : Michel Greffe
- 1984-1987 : Nigel Horton
- 1987-1988 : Michel Greffe

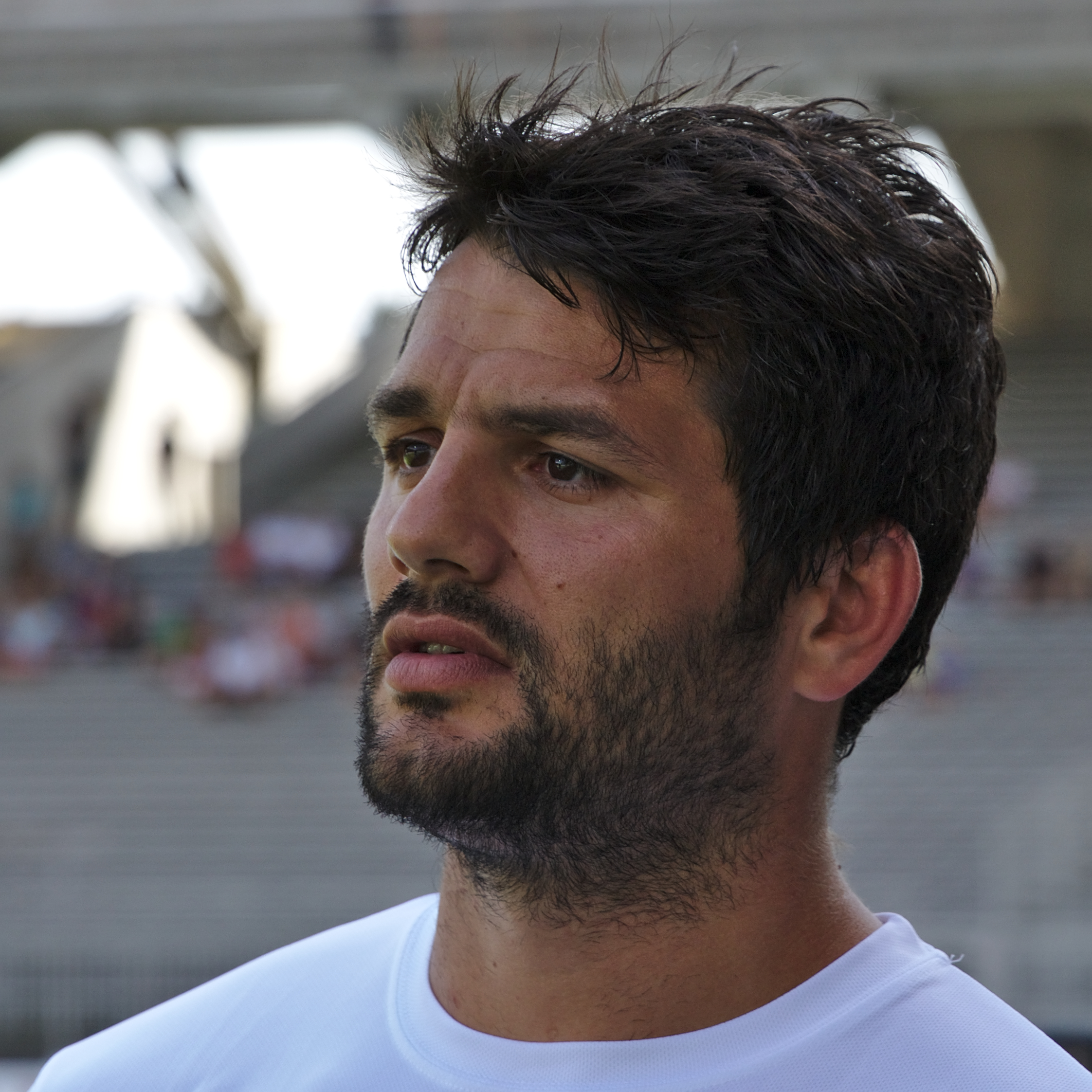
Fabrice Estebanez

- 1988-1989 : Michel Ringeval et Bernard Auger
- 1990-1992 : Aimé Buiret, François Tamisier et Dominique Berrodier
- 1992-1993 : François Anne, Gérald Ducolomb et Patrick Perrier
- 1999-2000 : Michel Bernardin, Bertrand Potherat et Rossano Cicerale
- 2000-2001 : Michel Bernardin et Bertrand Potherat
- 2001-2002 : Michel Bernardin, Philippe Vere et Gil Coquard
- 2002-2004 : Didier Camberabero et Gil Coquard
- 2004-2005 : Gil Coquard et Bruno Anne
- 2005-2009 : Jean Anturville
- 2009-2014 : Franck Maréchal et Yoann Boulanger
- 2014-2017 : Laurent Mignot (manager), Franck Maréchal et Yoann Boulanger
- 2017-2021 : Yoann Boulanger (entraîneur principal) et Thomas Choveau (entraîneur des avants)
- 2021-2022 : Yoann Boulanger (entraîneur principal), Mariano Taverna (entraîneur des avants) et Alexis Lalarme (entraîneur des arrières)
- 2022 : Fabrice Estebanez (entraîneur principal), Mariano Taverna (entraîneur des avants) et Alexis Lalarme (entraîneur des arrières)
- 2022-2023 : Fabrice Estebanez (entraîneur principal), Mariano Taverna (entraîneur des avants), et Julien Brugnaut (entraîneur de la mêlée)
- 2023- : Richard Savey (manager sportif), Will Morgan (entraîneur des skills) et Laurent Grappin (intervenant mêlée)

### Présidents

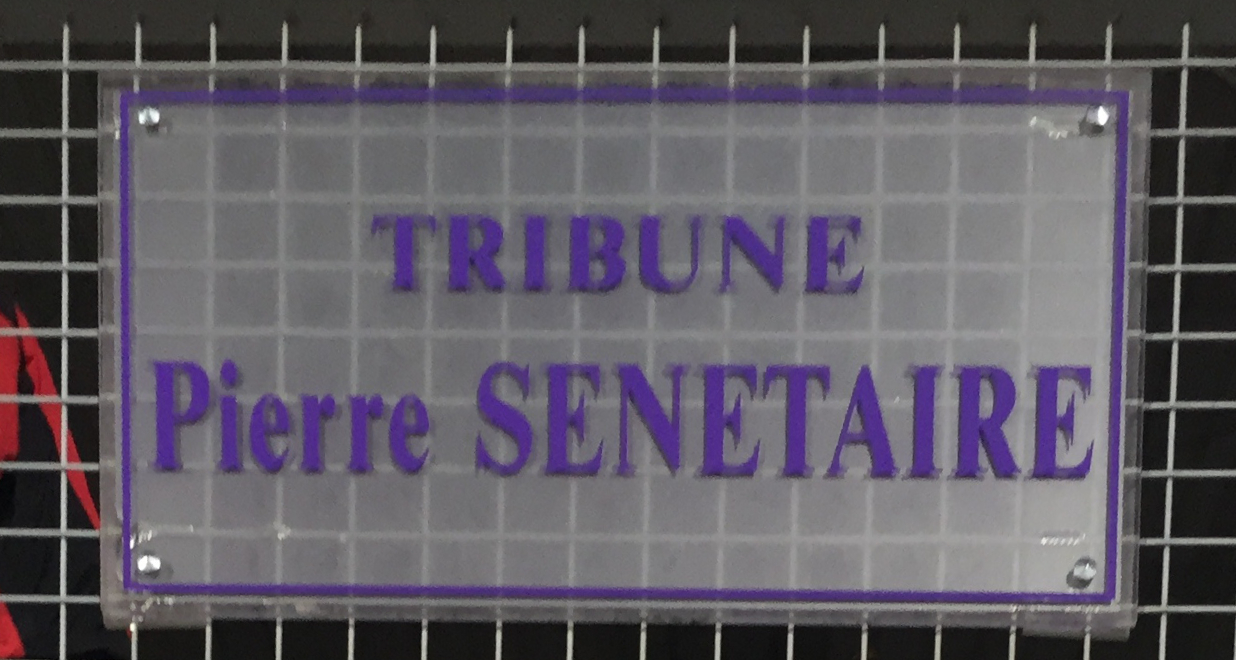
Plaque de la tribune Pierre Senetaire.

| Rang | Nom                              | Période   |
| ---- | -------------------------------- | --------- |
| 1    | Louis Amy                        | 1902-1903 |
| 2    | Léon Cointet                     | 1903-1904 |
| 3    | Charles Gonin                    | 1904-1914 |
| 4    | Pierre Morgon                    | 1914-?    |
| -    | Cannard                          | -         |
| -    | Pierre Senetaire                 | 1966-1973 |
| -    | Ducruet                          |           |
| -    | Félix Perrin                     |           |
| -    | Michel Pomathios                 | 1982-1985 |
| -    | Albert Denquin                   |           |
| -    | Paul Ebeyer                      |           |
| -    | Jean-Marc Seguin et Philippe Duc | -         |
| -    | Guy Chevat                       | -         |
| -    | Christophe Niogret               | -         |
| -    | Marc Hyvernat                    | -         |
| -    | Jean-Pierre Humbert              | 2015-2023 |
| -    | Dominique Louis                  | 2023-     |

## Identité du club

### Dénominations
À sa création, le club portait le nom de Union sportive bressane. Le 8 octobre 1997, la référence aux Pays de l'Ain est ajoutée et le nom du club devient Union sportive bressane Pays de l'Ain.

### Couleurs et maillots
Les joueurs portent des maillots violets.

### Logo

Premier logo du club.
Ancien logo.
Ancien logo.
Ancien logo.
Ancien logo.
Ancien logo abandonné en 2015.
Logo depuis 2015.

### Stade
Temple du rugby à Bourg-en-Bresse, le stade porte le nom de Marcel Verchère qui doit son nom à un joueur trois-quarts aile du club décédé le 26 octobre 1937 à la suite d'un plaquage lors d'une rencontre contre l'Union sportive Oyonnax le dimanche 24 octobre 1937.
Surnommé le chaudron violet grâce aux nombreux supporters fidèles au club, le stade a une capacité totale de 9 000 places places dont 6 316 places assises.
Le stade compte trois tribunes :
- au sud, la tribune Pierre Senetaire a une capacité de 1 600 places assises et comprend le salon VIP ;
- au nord, la tribune Nord ou tribune CGT comporte 3 244 places assises ;
- à l'est, la tribune Est possède 1 472 places assises et celle-ci permet d'accueillir les supporteurs visiteurs.

À ces 6 316 places assises s'ajoutent 2 684 places debout réparties dans le stade.

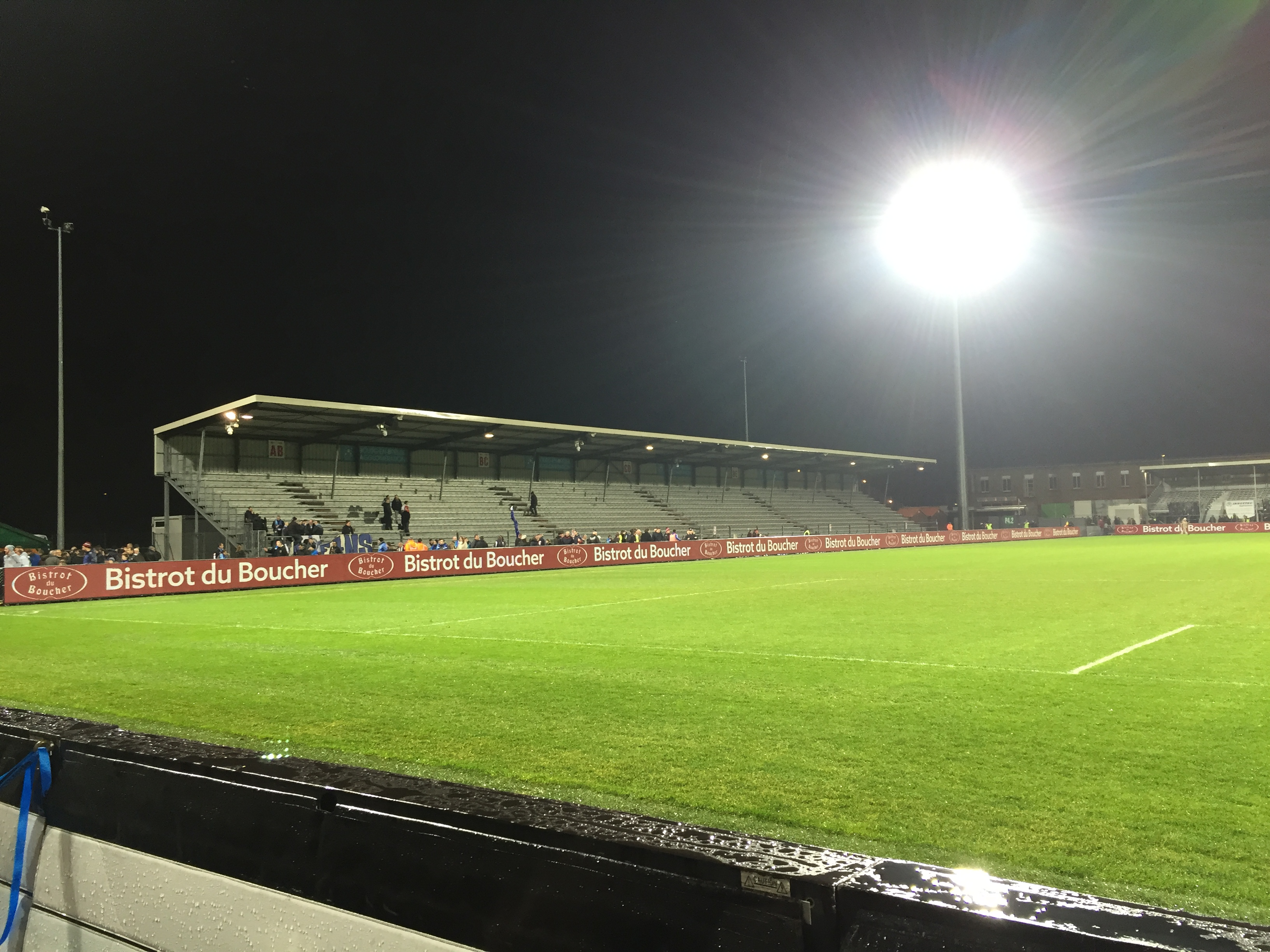
Ancienne tribune CGT.
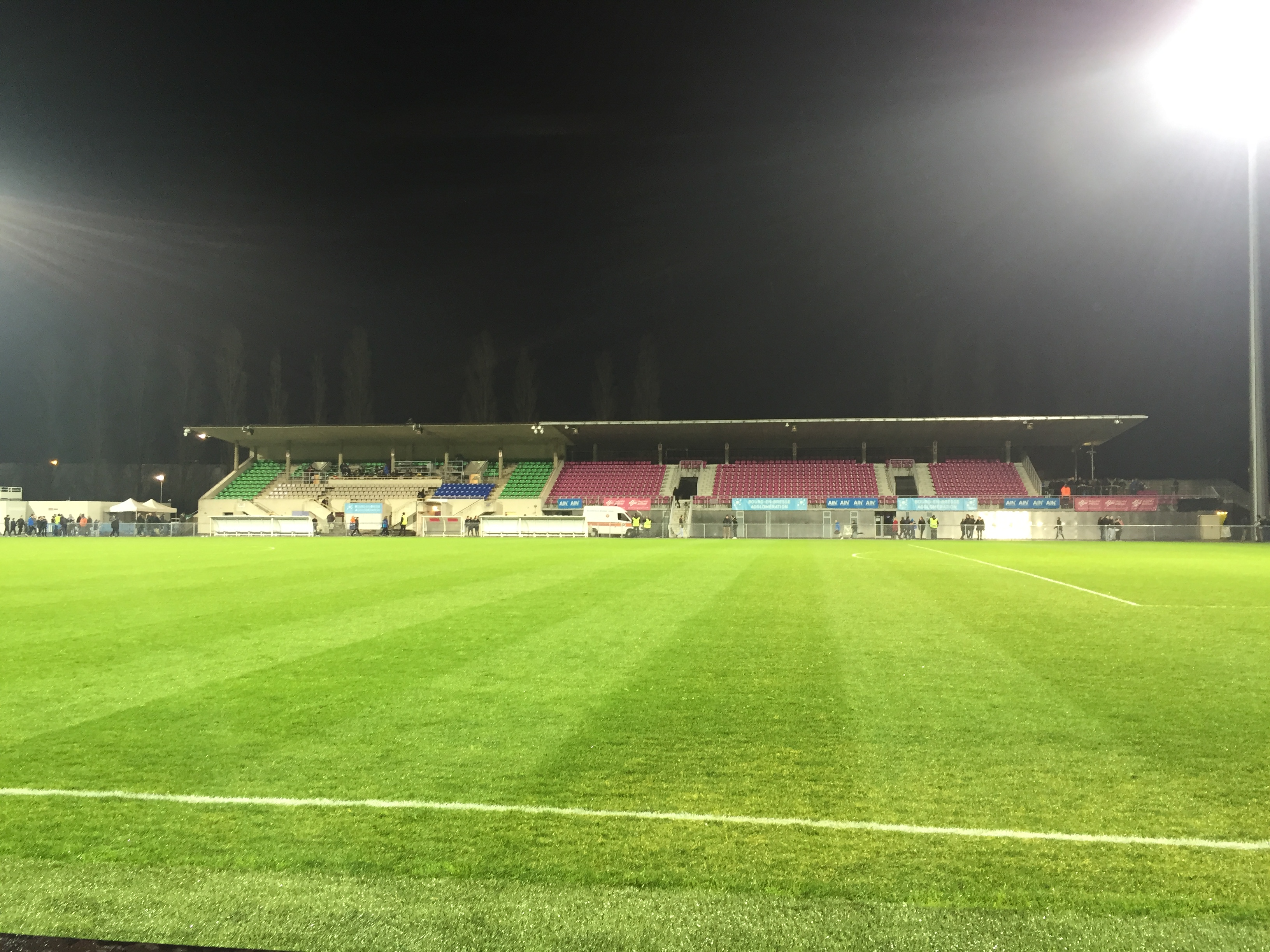
Tribunes Senetaire et Honneur.
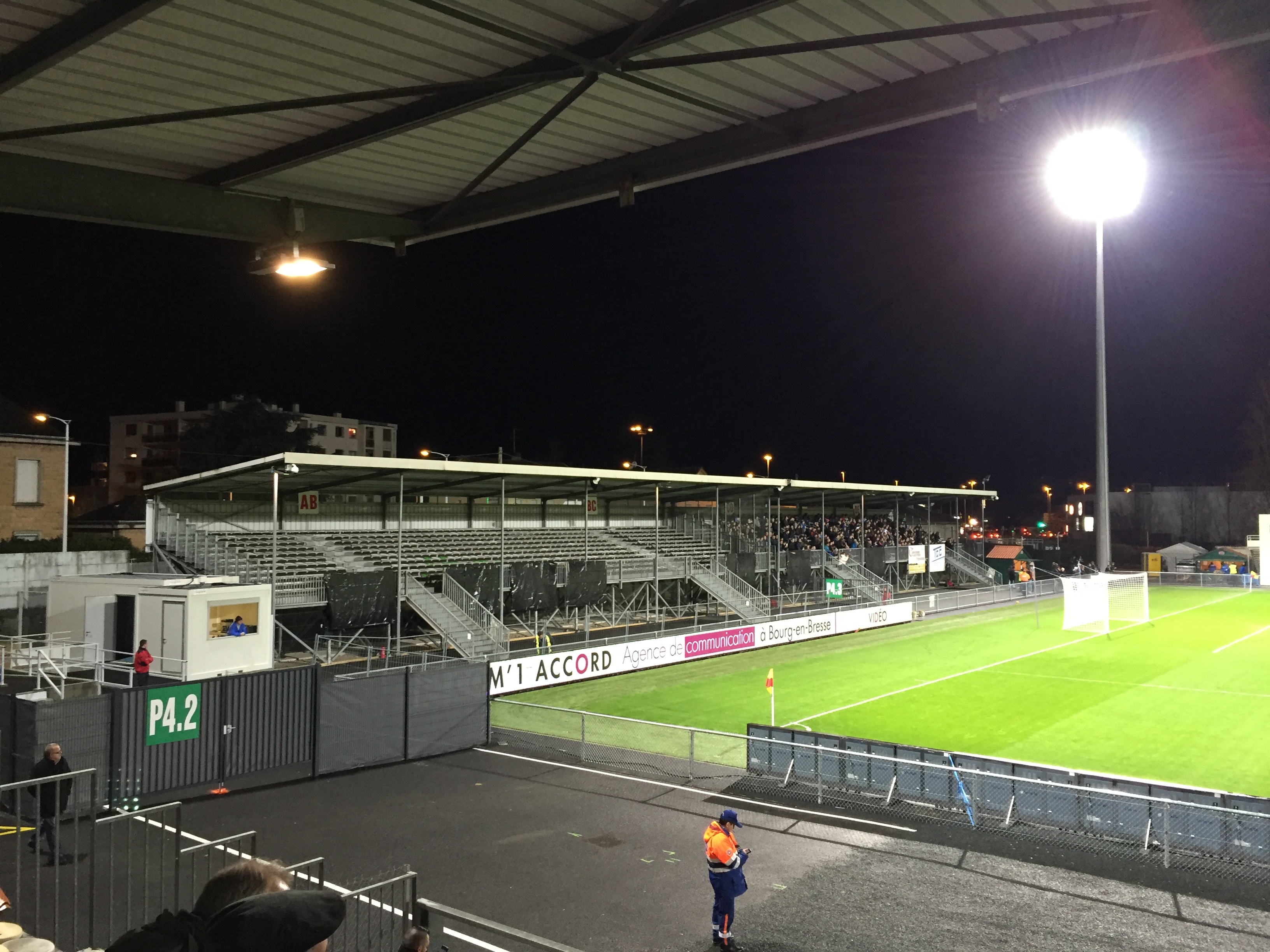
Tribune Est.
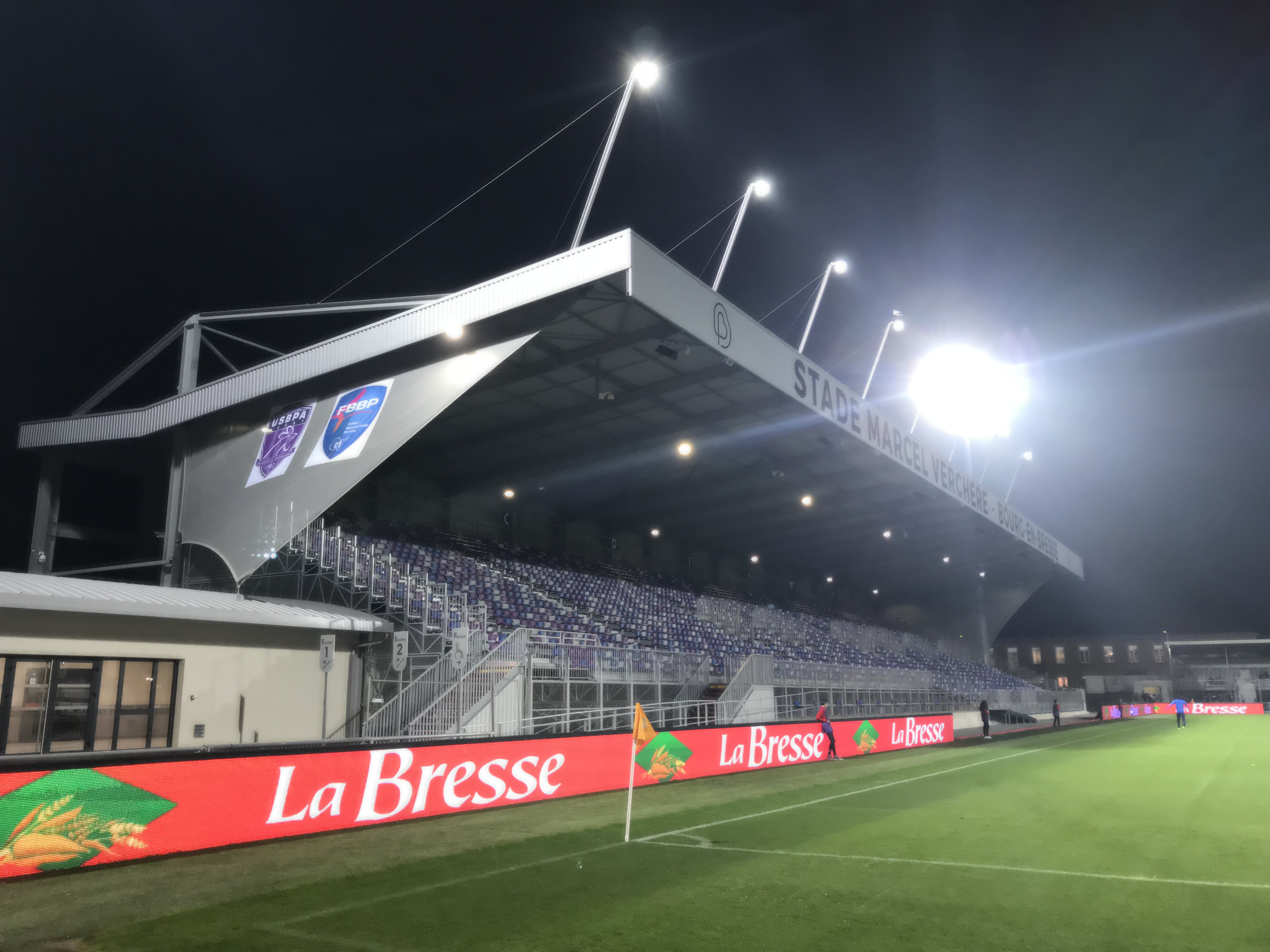
Nouvelle tribune nord.
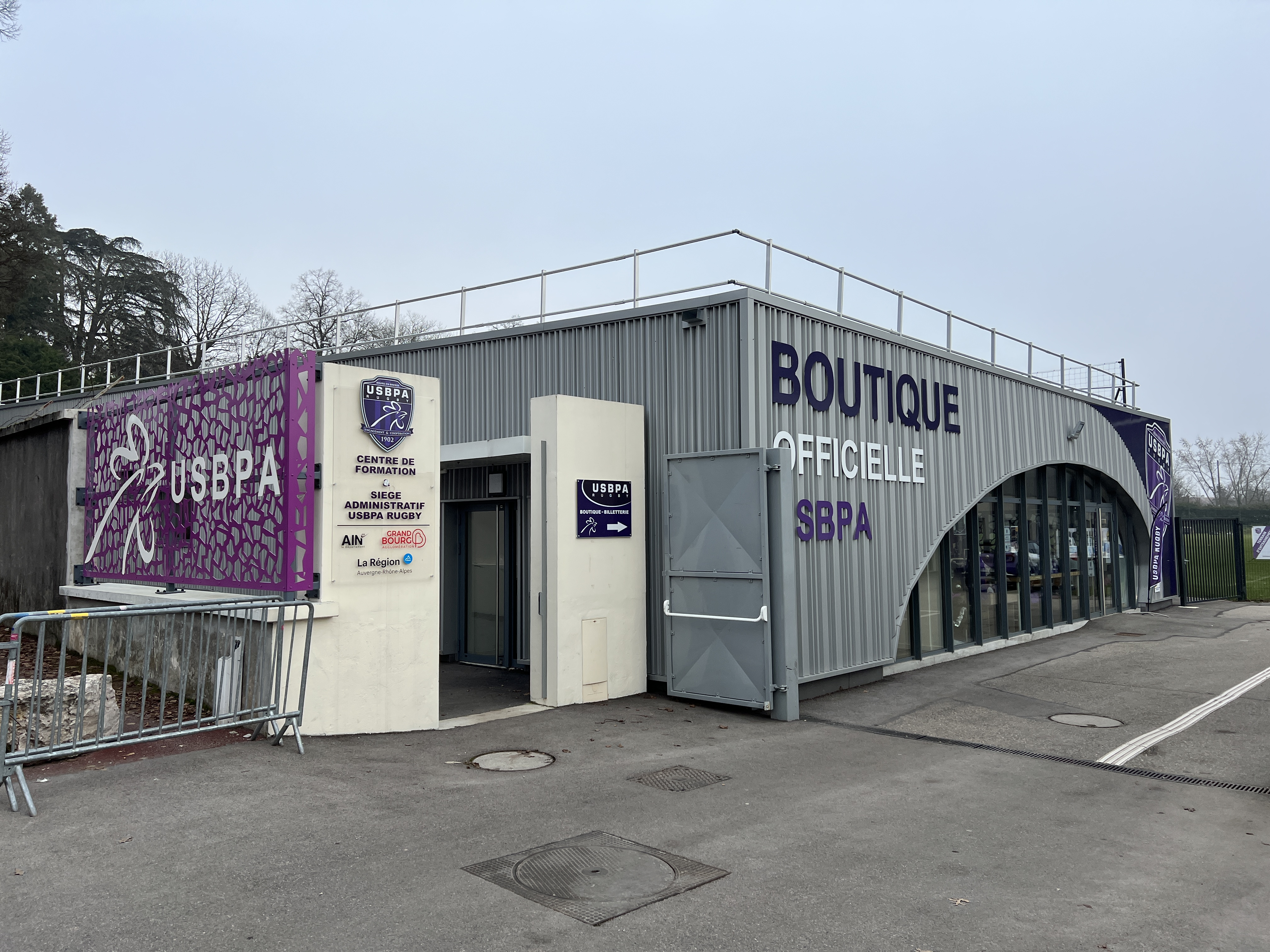
La boutique à côté du stade.

### Supporters
- Ultras Violets (Association loi de 1901) et leur mascotte Super Violet.

## Rivalité
| US Oyonnax US bressane Pays d'Ain |

L'Union sportive bressane Pays de l'Ain est en rivalité traditionnelle avec l'US Oyonnax : Bourg-en-Bresse et Oyonnax, les deux villes principales de l'Ain, ne sont séparées que d'une cinquantaine de kilomètres, mais elle est également due au décès de Marcel Verchère, joueur de l'US bressane, à la suite d'un plaquage lors d'une rencontre entre les deux équipes le 24 septembre 1937.
Les deux équipes se retrouvent dans le championnat de Pro D2 en 2018 - 2019. Le match aller (à Oyonnax) se solde par une large victoire des oyomen le 28 septembre 2018 (49-16). Le second match se déroule au stade Marcel Verchère de Bourg-en-Bresse devant 9 853 spectateurs (23 décembre 2018). Les violets s'imposent à domicile 21-17.

## Aspects juridiques et économiques

### Statut juridique et légal
Société anonyme sportive professionnelle dont le président est Dominique Louis. Le président délégué est Christian Duclos.

### Direction du club
- Président SASP : Dominique Louis
- Président délégué : Christian Duclos
- Président du Club Affaires : Vincent Gaud
- Président de l'association : Claude Marquis